# Su-ngai Kolok
Su-ngai Kolok (em tailandês: ศรีสาคร) é um distrito da província de Narathiwat, no sul da Tailândia.